# Ciulnița (okręg Jałomica)
Ciulnița – wieś w Rumunii, w okręgu Jałomica, w gminie Ciulnița. W 2011 roku liczyła 1046 mieszkańców.